# Baghirli (Chamakhi)
Baghirli est un village de la région de Şamaxı en Azerbaïdjan.

## Géographie
Le village de Baghirli de la région de Şamaxı est situé dans la circonscription administrative du village de Baghirli.

## Économie
La principale occupation de la population du village est la céréaliculture et l'élevage.

## Population
Selon les statistiques de 2008, la population du village est de 2253 personnes.

## Culture
Il y a une école secondaire, un club, une bibliothèque, un centre médical dans le village.